# سيباستيان شوبرت
سيباستيان شوبرت (بالألمانية: Sebastian Schubert)‏ هو كاياكير ألماني، ولد في 17 يوليو 1988 في هام في ألمانيا.

## وصلات خارجية
- سيباستيان شوبرت على موقع الاتحاد الدولي للكانو (الإنجليزية)